# Боб Айгър
Робърт „Боб“ Алън Айгър (на английски: Robert „Bob“ Allen Iger) е американски предприемач, работил като изпълнителен председател на Уолт Дисни Къмпани. Преди да започне работа в Дисни, Айгър е заемал постовете президент на Ей Би Си Телевижън в периода 1994 – 1995 г. и президент/главен оперативен директор на Кепитъл Ситис/Ей Би Си Инк. от 1995 г. до придобиването на компанията от Дисни през 1996 г.
Айгър е назначен за президент и главен оперативен директор на Дисни през 2000 г., а през 2005 г. става изпълнителен директор на компанията. През 2015 г. Боб печели възнаграждение в размер на 44,9 милиона щатски долара. По време на управлението му Дисни разширява списъка на компаниите, които придобива, и присъствието си на международните пазари; Боб ръководи придобиването на Пиксар през 2006 г. за 7,4 млрд. долара, Марвел Ентъртейнмънт през 2009 г. за 4 млрд. долара, Лукасфилм през 2012 г. за 4,06 млрд. долара и Туенти фърст сенчъри Фокс през 2019 г. за 71,3 млрд. долара, както и разширяването на тематичните паркове на компанията в Източна Азия, с въвеждането на Хонг Конг Дисниленд Ризорт и Шанхай Дисни Ризорт, съответно през 2005 г. и 2016 г.
Айгър е движеща сила зад обновяването на Уолт Дисни Анимейшън Студиос и стратегията за оригинални продукции на филмовото студио. При управлението на Айгър Дисни има увеличение на приходите в различните си подразделения, като пазарната капитализация на компанията се увеличава от 48,4 млрд. до 257 млрд. долара за период от тринадесет години.
На 25 февруари 2020 г. Боб Чапек, председател на Дисни Паркс енд Продъктс, е определен за негов наследник като главен изпълнителен директор. Айгър продължава да работи в компанията като изпълнителен председател до 31 декември 2021 г. Под неговото ръководство пазарната капитализация на Дисни се увеличава от 48 милиарда долара на 257 милиарда долара.

## Биография
Айгър, който е светски евреин, роден в еврейско семейство в Ню Йорк. Той е най-големият син на Мими Туник и Артър Айгър. Баща му е ветеран от военноморските сили от Втората световна война, работил е като изпълнителен вицепрезидент и главен мениджър на маркетинговата корпорация Грийнвейл, а също така е работил като професор по реклама и връзки с обществеността, по-късно развил манийно-депресивна психоза. Майка му е работила в основно училище в Оушънсайд, Ню Йорк. Бащата на Артър (т.е. дядото на Боб по бащина линия) е брат на карикатуриста Джери Айгър.
Боб Айгър израства в Оушънсайд, където посещава местното училище. Завършва гимназия през 1969 г. Още от малък развива любов към книгите. Завършва с похвала училище по комуникация и придобива бакалавърска степен по телевизия и радио от Итака Колидж.
Айгър се жени два пъти. Първият му брак с Катлийн Сюзън завършва с развод. Те имат две дъщери.
През 1995 г. Айгър се жени за журналистката Уилоу Бей в междурелигиозна еврейска и римокатолическа служба в Бриджхемптън, Ню Йорк. Те имат две деца: Робърт Максуел Айгър (роден през 1998 г.) и Уилям Айгър (роден през 2002 г.).
Айгър е известен с добротата си. Дейвид Гефън казва: „Никога не съм чувал някой да казва нещо лошо за него и никога не съм го виждал озлобен“.
От 22 август 2016 г. Айгър е съпредседател на набирането на средства за президентската кампания на Хилари Клинтън. На 2 декември 2016 г. е назначен за стратегическия и политически консултант в Консултативния съвет на президента на САЩ Доналд Тръмп. Айгър подава оставка от съвета на 1 юни 2017 г., след като Тръмп оттегля САЩ от Парижкото споразумение за климата.
От 2016 г. Айгър е безпартиен.

## Кариера
Първата медийна изява на Боб Айгър е през 1972 г. като водещ на телевизионно предаване в Итака Колидж. Мечтае да стане водещ на новини, докато работи като синоптик в Итака в продължение на пет месеца, преди да промени целите си в кариерното си развитие.

### Америкън Броудкастинг Къмпани (Ей Би Си)
През 1974 г. Айгър започва работа в Америкън Броудкастинг Къмпани (Ей Би Си), състояща се във физически труд за 150 долара на седмица (над 700 долара, коригирано според инфлацията).
През 1989 г. е назначен за ръководител на Ей Би Си Ентъртейнмънт. От януари 1993 г. до 1994 г. е президент на Ей Би си Нетуърк Телевижън ГрупABC Network Television Group от януари 1993 г. до 1994 г. и е назначен за старши вицепрезидент на Кепитъл Ситис/Ей Би Си през март 1993 г. и изпълнителен вицепрезидент през юли 1993 г. През 1994 г. Айгър е назначен за президент и главен оперативен директор на корпоративното предприятие на Ей Би Си, Кепитъл Ситис/Ей Би Си.

### Уолт Дисни Къмпани
През 1995 г. Уолт Дисни Къмпани купува Кепитъл Ситис/Ей Би Си и я преименува на Ей Би Си, Инк., където Айгър остава президент до 1999 г.
На 25 февруари 1999 г. Дисни назначава Айгър за президент на Уолт Дисни Интернешънъл, бизнес сегментът, който контролира международните операции на Дисни, както и за председател на Ей Би Си Груп, като го отстранява от ежедневната власт в Ей Би Си.
На 24 януари 2000 г. Дисни назначава Айгър за президент и главен оперативен директор, което го прави вторият човек по власт в компанията след председателя и главен изпълнителен директор Майкъл Айснер. Дисни е без отделен президент, тъй като Айснер поема ролята след напускането на Майкъл Овиц през 1997 г., след шестнадесет месеца в компанията.
В резултат на успешните усилия на Рой Е. Дисни да разклати управлението на компанията, Дисни започна търсене на следващия изпълнителен директор, който да замени Айснер. На 13 март 2005 г. Дисни обявява, че Айгър ще наследи Майкъл Айснер като главен изпълнителен директор, а Айгър е поставен начело на ежедневните операции, въпреки че Айснер е главен изпълнителен директор, докато подава оставка на 30 септември 2005 г. Едно от първите важни решения на Айгър като главен изпълнителен директор е да преназначи главния стратегически директор на Дисни, Питър Мърфи, и да разпусне отдела за стратегическо планиране на компанията. Преди Айгър да бъде назначен за главен изпълнителен директор, членовете на борда Рой Е. Дисни и Стенли Голд започват кампания, наречена Спасяване на Дисни срещу Айснер. През юли 2005 г. Дисни и Голд прекратяват кампанията и се съгласяват да работят с Айгър.
На 24 януари 2006 г., под ръководството на Айгър, Дисни обявява, че ще придобие Пиксар за 7,4 милиарда долара в акции. През същата година Айгър отново придобива правата върху първата звезда на Уолт Дисни, Освалд, щастливият заек, от Ен Би Си Юнивърсъл, като освобождава спортиста Ал Майкълс от Ей Би Си Спортс за Ен Би Си Спортс.
През 2006 г. Рой Е. Дисни казва следното по отношение на Айгър:
Анимацията винаги е била сърцето и душата на Уолт Дисни Къмпани и е прекрасно да видим как Боб Айгър и компанията възприемат това наследство, връщайки изключителния анимационен талант на екипа на Пиксар обратно в Дисни. Това ясно затвърждава позицията на Уолт Дисни Къмпани като доминиращ лидер в анимацията и ние аплодираме и подкрепяме визията на Боб Айгър.
През август 2009 г. Айгър оглавява преговорите, чрез които Дисни придобива Марвел Ентъртейнмънт и свързаните с него активи за 4 милиарда долара. Към август 2014 г. Дисни си възвръща над 4 милиарда долара от боксофиса чрез филмите на Марвел. На 7 октомври 2011 г. Дисни обявява, че Айгър ще заеме поста председател на борда, след оттеглянето на Джон Пепър от борда през март 2012 г. На 15 ноември 2011 г., Епъл, ръководена от главния изпълнителен директор Тим Кук, посочва Айгър в своя съвет на директорите. Айгър е отговорен за превръщането на Стив Джобс в най-големия акционер на Дисни чрез придобиването на Пиксар.
През октомври 2012 г. Айгър подписва сделка с филмовия продуцент Джордж Лукас за закупуване на Лукасфилм за 4 млрд. долара след няколкомесечни преговори. В резултат на това Дисни придобива правата върху мултимедийния франчайз Междузвездни войни и Индиана Джоунс. След излизането си на 18 декември 2015 г. Междузвездни войни: Силата се пробужда събира над 2 милиарда долара от боксофиса. През март 2016 г. Айгър обявява, че Шанхай Дисни Ризорт, струващ 5,5 млрд. долара, ще отвори врати на 16 юни 2016 г. През май 2016 г. Айгър публикува във Фейсбук, твърдейки, че компанията Дисни е наела 11 хиляди нови служители през последното десетилетие в Дисниленд и общо 18 хиляди през последното десетилетие. Айгър специално се насочва към сенатора от Върмонт Бърни Сандърс, като го пита колко е допринесъл за растежа на работните места.
Договорът на Айгър като председател и главен изпълнителен директор на Дисни първоначално е планиран да продължи до 30 юни 2018 г.; обаче през март 2017 г. Дисни обявява, че удължава мандата на Айгър до 2 юли 2019 г. като е казано, че ще служи като консултант за следващите три години. През декември 2017 г. Дисни удължава договора на Айгър до 2021 г.
През юли 2018 г. под ръководството на Айгър акционерите на Дисни и Туенти фърст сенчъри Фокс одобряват сделка, която позволява на Дисни да закупи активите на Фокс. Сделката е финализирана през март 2019 г.
През април 2019 г. е обявено, че Айгър ще напусне поста си на главен изпълнителен директор и председател на Дисни, когато договорът му изтече през 2021 г. Айгър подава оставка от борда на директорите на Епъл на 10 септември 2019 г., за да избегне конфликт на интереси, докато Дисни и Епъл се подготвят да пуснат конкурентните стрийминг услуги Дисни+ и Епъл ТВ+.
През септември 2019 г. Айгър издава книгата, озаглавена Пътуването през целия живот (The Ride of a Lifetime), която отчасти се фокусира върху дългогодишните усилия на Айгър да отвори Диснилендския парк в Шанхай; като цяло той пътува заради проекта до Китай 40 пъти в продължение на 18 години.
На 25 февруари 2020 г. Айгър се оттегля като главен изпълнителен директор на компанията, заявявайки: „С успешното стартиране на директния към потребителския бизнес на Дисни и интеграцията на Туенти фърст сенчъри Фокс, която вече е в ход, вярвам, че това е оптималното време за преход към нов главен изпълнителен директор“. През април 2020 г. обаче Айгър възобновява оперативните задължения на компанията като изпълнителен председател, за да помогне на компанията заради пандемията от COVID-19.
На 20 ноември 2022 г. Боб Айгър заменя Боб Чапек като главен изпълнителен директор. Той се съгласява да заеме поста за две години, докато търси наследник, който да ръководи компанията.

### Управителни съвети и компании
През октомври 2020 г. той става директор на мащабно финансирания стартъп за заместители на млечни продукти Пърфект Дей.
Айгър се присъединява към борда на Genies, Inc. през март 2022 г.